# ご当地マンホール

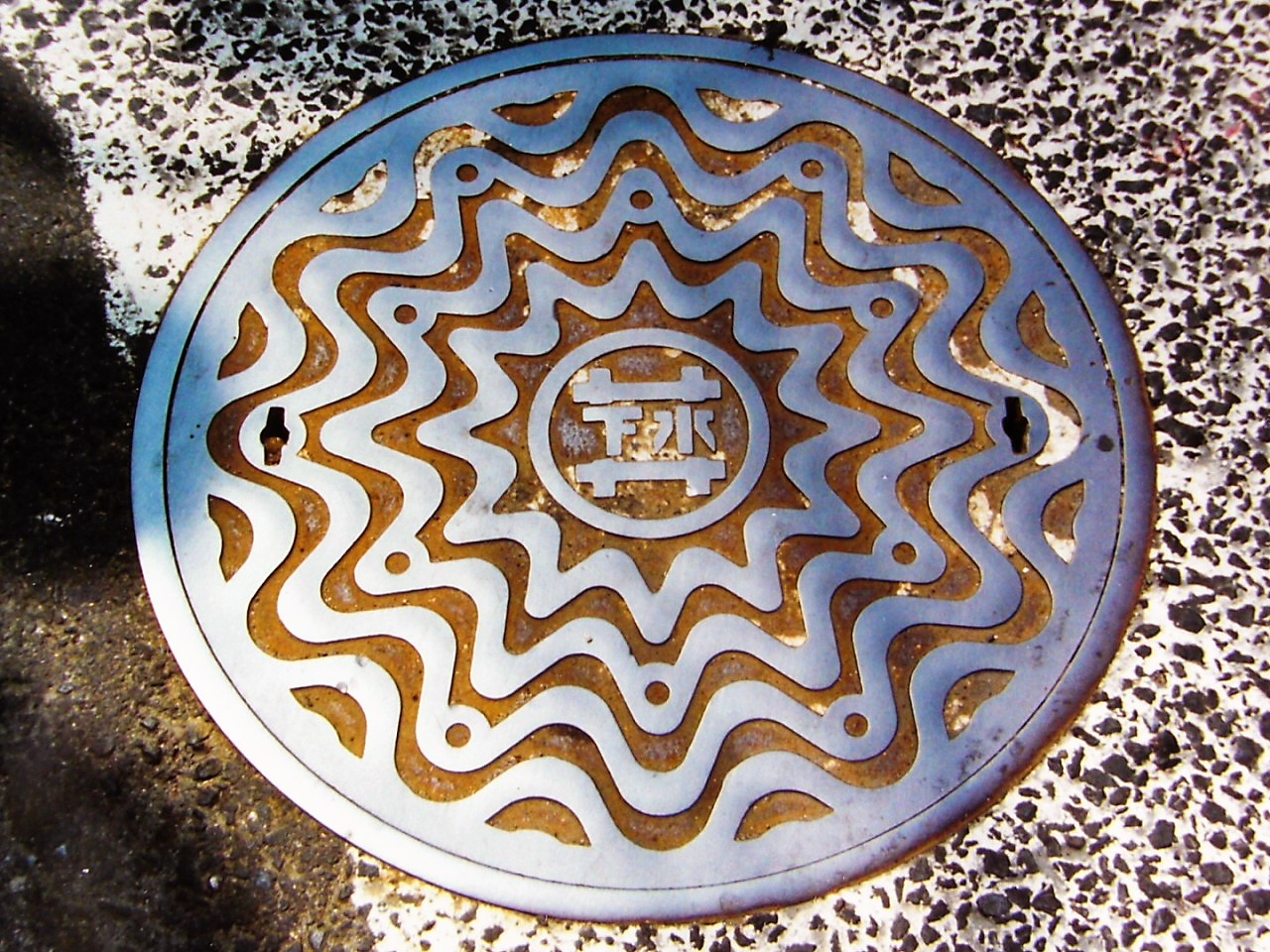
これは岐阜市の蓋だが、同仕様で最初に採用されたのは大津市で、琵琶湖の波紋を表現している。

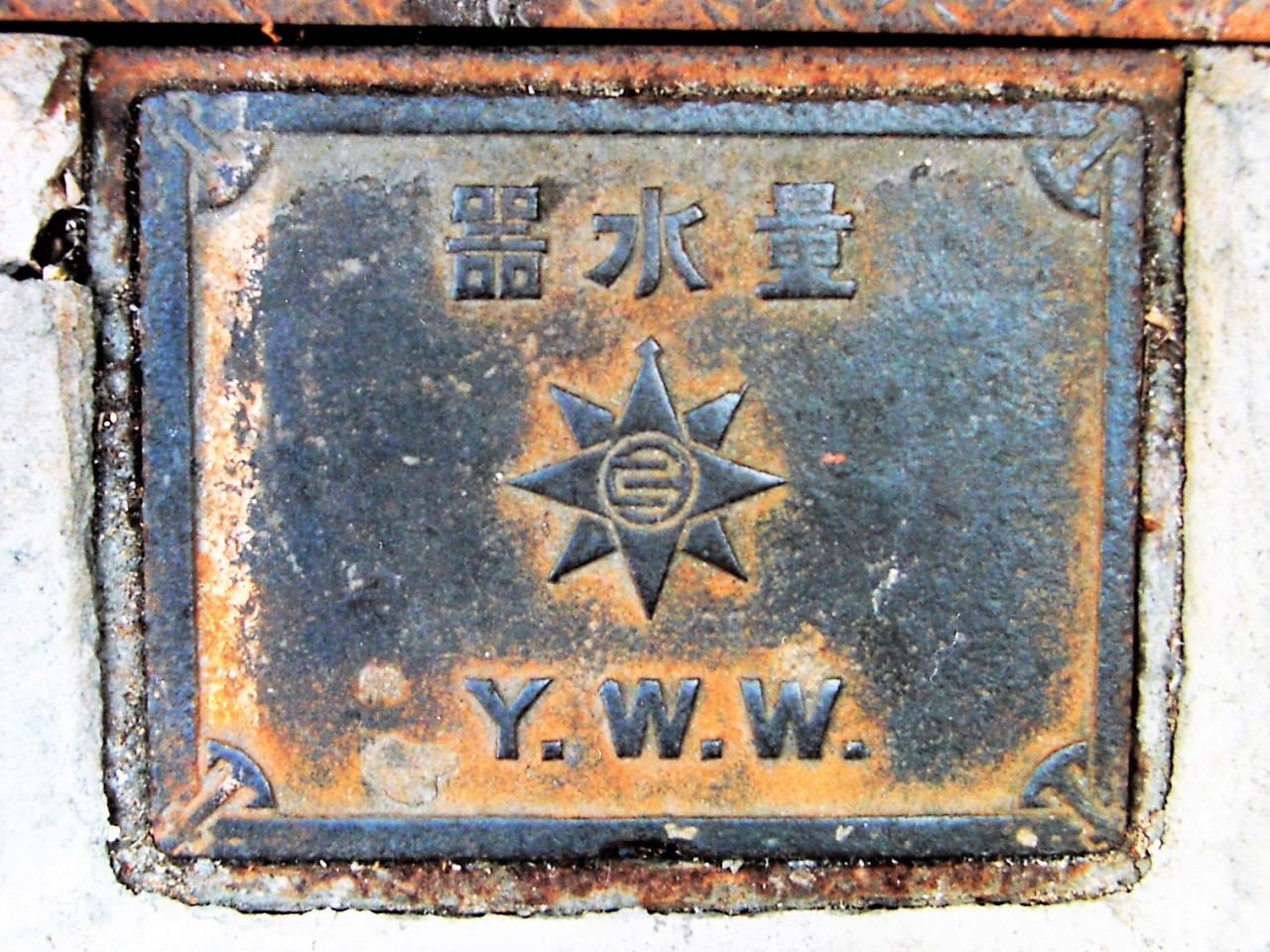
横須賀市水道局の量水器蓋。古くから港と関係の深い土地柄、四隅に錨のマークが入っている。

ご当地マンホール（ごとうちマンホール）もしくはデザインマンホールとは、日本全国各地に存在する、各地域独特の意匠を取り入れたマンホールの蓋である。

## 概要
ご当地マンホールで採用されているデザインは、一見してそれとわかる地方の名物や観光名所が基本であるが、中には自力で調べなければわからないようなものもある。
具体的には役所とデザイナーの話し合いで決められることが多いが、公募したり役所で決めたおおよそのテーマの注文を受けてデザイナーが細部を決めるケースもある。2016年現在、デザインは1,700の自治体に合計1万2000種ほど存在するとみられている。彩色を施す場合は、着色した樹脂を凹部分に流し込んで作る。単にデザインに偏重するだけでなく、線に変化をつけることで、安全性も確保している。
世界各地でも珍しいデザインのマンホールの蓋は見られるものの、これほど凝ったものは日本独自であり、「日本の文化」と語る者もいる。蓋を紹介するインターネット上のウェブサイトや、注目する訪日外国人観光客も増えつつある。

## 歴史
日本において、マンホールの蓋は明治時代の黎明期の於いては鋳鉄製格子状の物が採用され、その後はJIS規格の基となった「旧東京市パターン」(中島鋭治考案)をはじめ、「旧名古屋市パターン」(茂庭忠次郎考案)、「旧明石町パターン」(植村倉蔵考案)など、いくつかのパターンが定型化しており、デザインは基本的に省みられない傾向があった。
しかしその一方で、大正から昭和初期にかけてのマンホール蓋や消火栓蓋にはかなり凝った幾何学紋様の意匠も散見され、注意深く観察しないと意匠の由来が理解できないような、一種の謎解きに似たパターンも多数存在した。これらの蓋は、デザインに敏感で観察眼の肥えたごく一部の趣味人の関心を強く惹き、産業考古学的見地からも注目された。しかしその難解さ故に、一般にあまり注目される事は無かった。
今日のご当地マンホールの発祥とされるのは、1977年に沖縄で下水道普及に向けてイメージ向上を図るため採用された、地元で馴染み深い小魚のデザインを用いたものとされる。
その後全国的に地方独自の単純な具象模様の蓋の流通が始まり、1980年代に入ると、デザインに着目していなかった万人の目から見た際の下水道のイメージ向上や理解を深めることを目的とした考えで建設省が製造会社へ働きかけたことで、万人に分かりやすく、注目を集める蓋が増え、旧来のJIS規格の蓋の入れ替えが進んだ。そのため、下水道の普及率とご当地マンホールの広まりは比例しており、2016年現在、JIS規格の蓋は、全国で1割ほどの自治体が使用するに留まっているとされる。なお、大阪市の場合、2015年3月時点で市内に設置されている約18万枚のうち、1万9000枚ほどを「ご当地マンホール」と定義しており、1,900枚ほどが着色されたものであるという。
2014年3月には官・財・民の関係者が一堂に会する「マンホールサミット」が開催され、初回以降も定期的に開催されている。また、注目の高まりに合わせてご当地マンホールを紹介する書籍が発行されたり、情報を共有するウェブサイトが開設している。一方で、もっぱら歴史的価値のある優れた意匠の蓋を中心に記録しようと執筆活動を行ったり、これらを紹介するウェブサイトも開設されている。

### ご当地マンホール蓋の問題点
本来、マンホール蓋表面の紋様は滑り防止のために付けられているが、1980年代頃から各地で散見されるようになった具象模様付の蓋は、旧来の単純な幾何学模様の蓋に比べて平面の部分が増加した滑りやすいものも多い。また、製造コストの面でもカラーマンホールと呼ばれる色付の蓋は当然高価であり、関心の無い人々からの「税金を無駄にしている」という批判もある。そのため、20世紀末から21世紀初頭にかけての一時期、具象模様付の蓋を採用したものの、2010年代頃からそれを中止し、最新の滑りにくい細かい幾何学模様のマンホール蓋を採用している例もあり、機能性やコスト面の双方から見直される傾向も散見され、デザインマンホールの採用を中止する自治体も現れている。
2018年、沼津市が製作したラブライブ!サンシャイン!!の登場人物をモチーフにしたマンホール蓋が傷つけられる、スプレー塗料で塗りつぶされる事件がそれぞれ発生。沼津市が補修を余儀なくされる出来事があった。

## ご当地マンホールに関連した物品
グッズ化のさきがけとなったストラップの商品化の際は、マンホールのデザインを商品化することに馴染みがなく、自治体の担当者からは難色を示されたが、何度も交渉を重ねるうちに担当者の考えが変わり、ようやく認められるようになったという。
その後、マンホールの形状を活かしたコースターや灰皿、クッション、まな板や耐熱プレート等々、枚挙に暇がないほど様々なものが生み出されている。

## ギャラリー

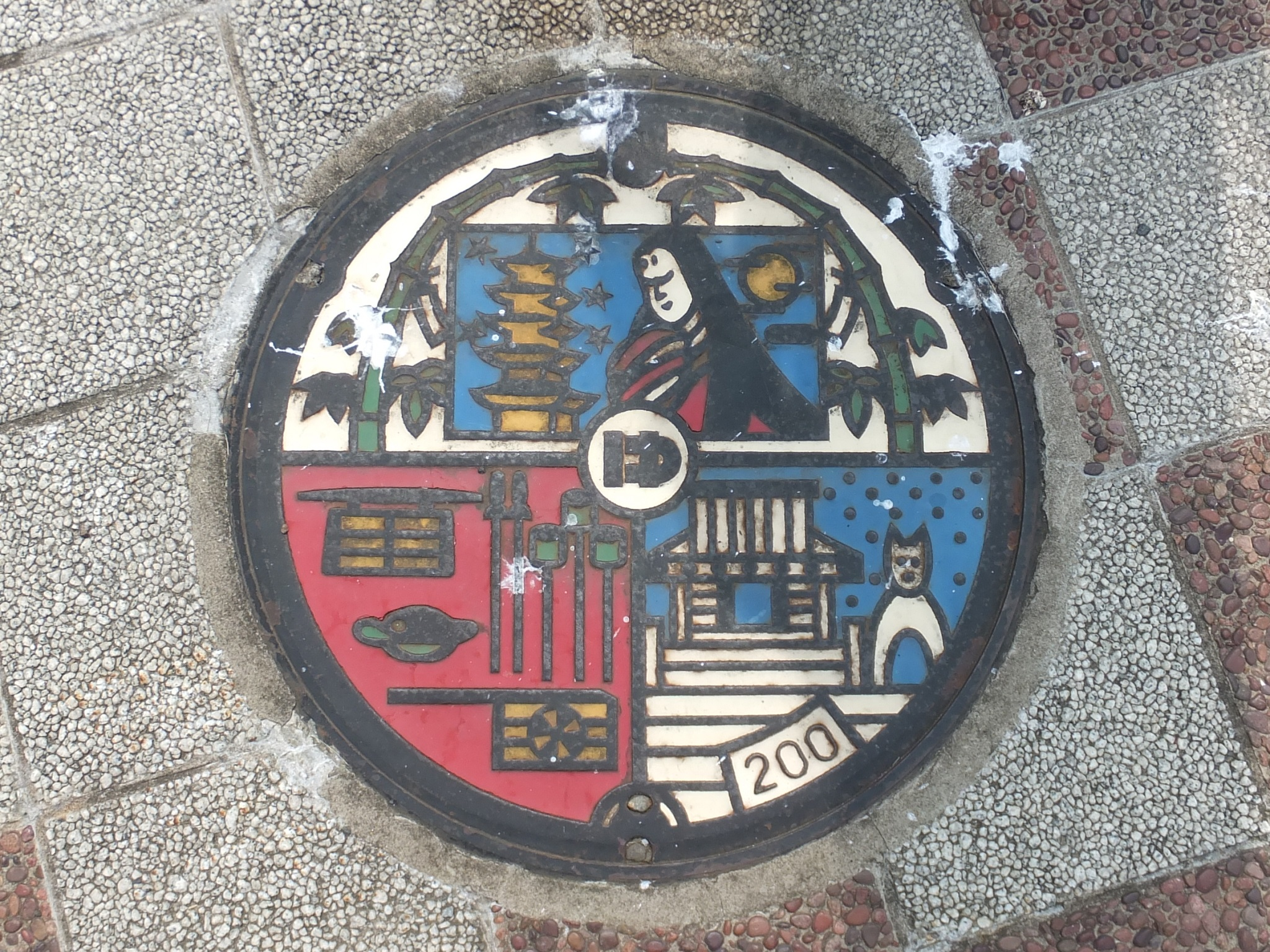
秋田県湯沢市（下水道）
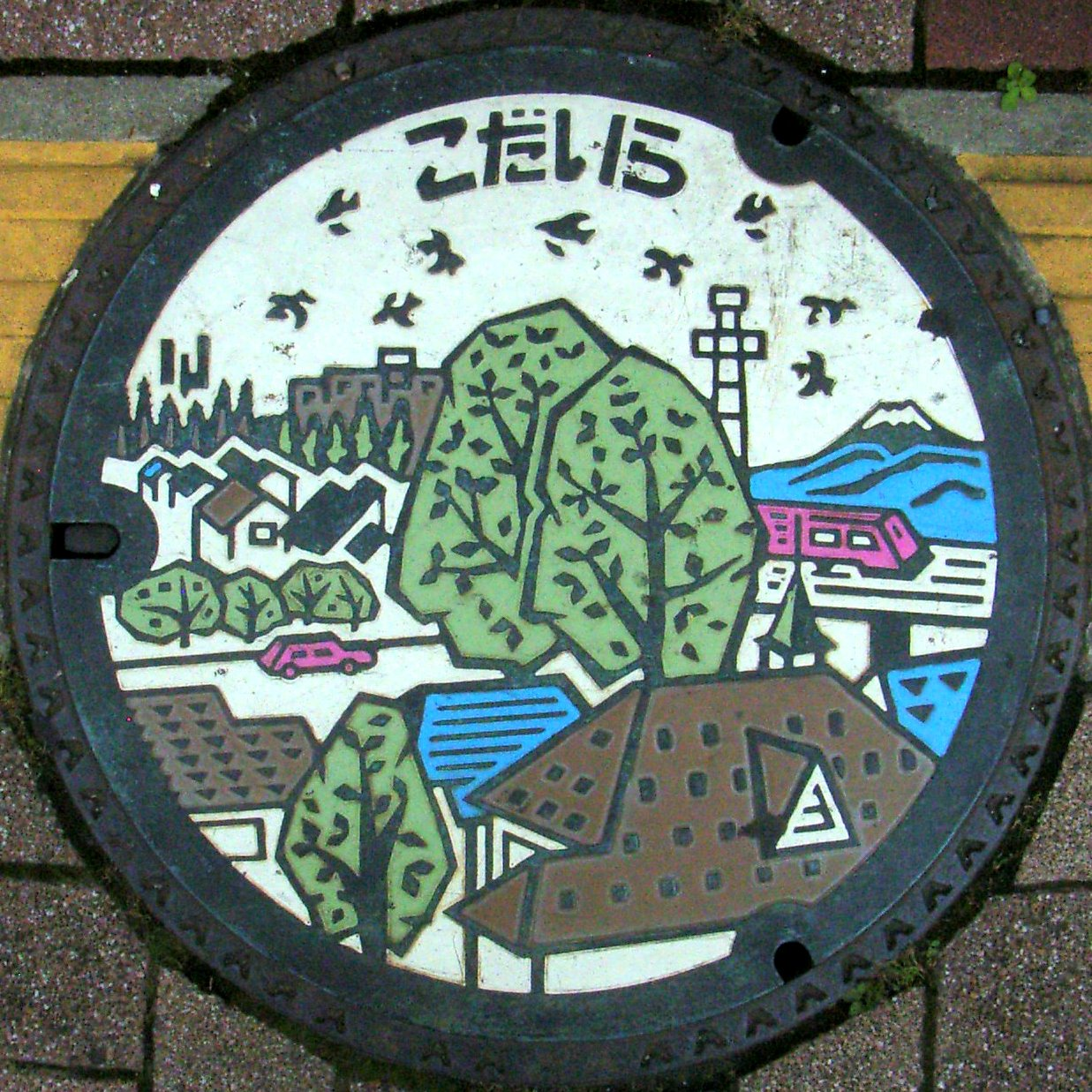
東京都小平市（下水道）
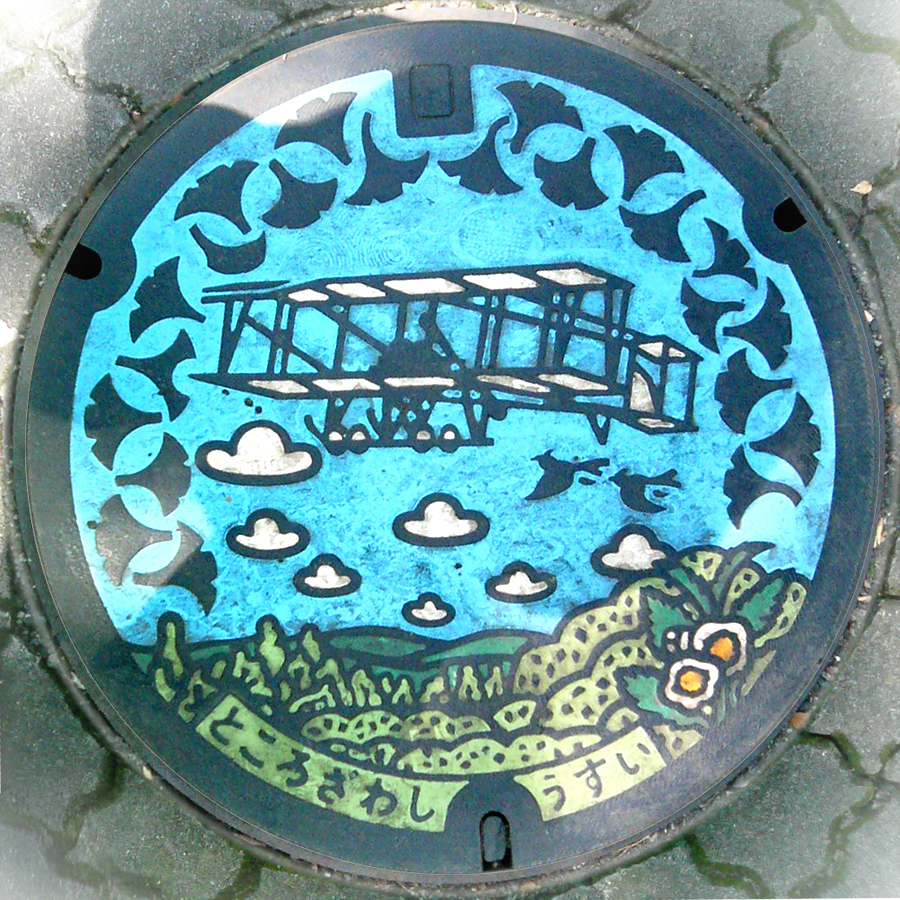
埼玉県所沢市（下水道）
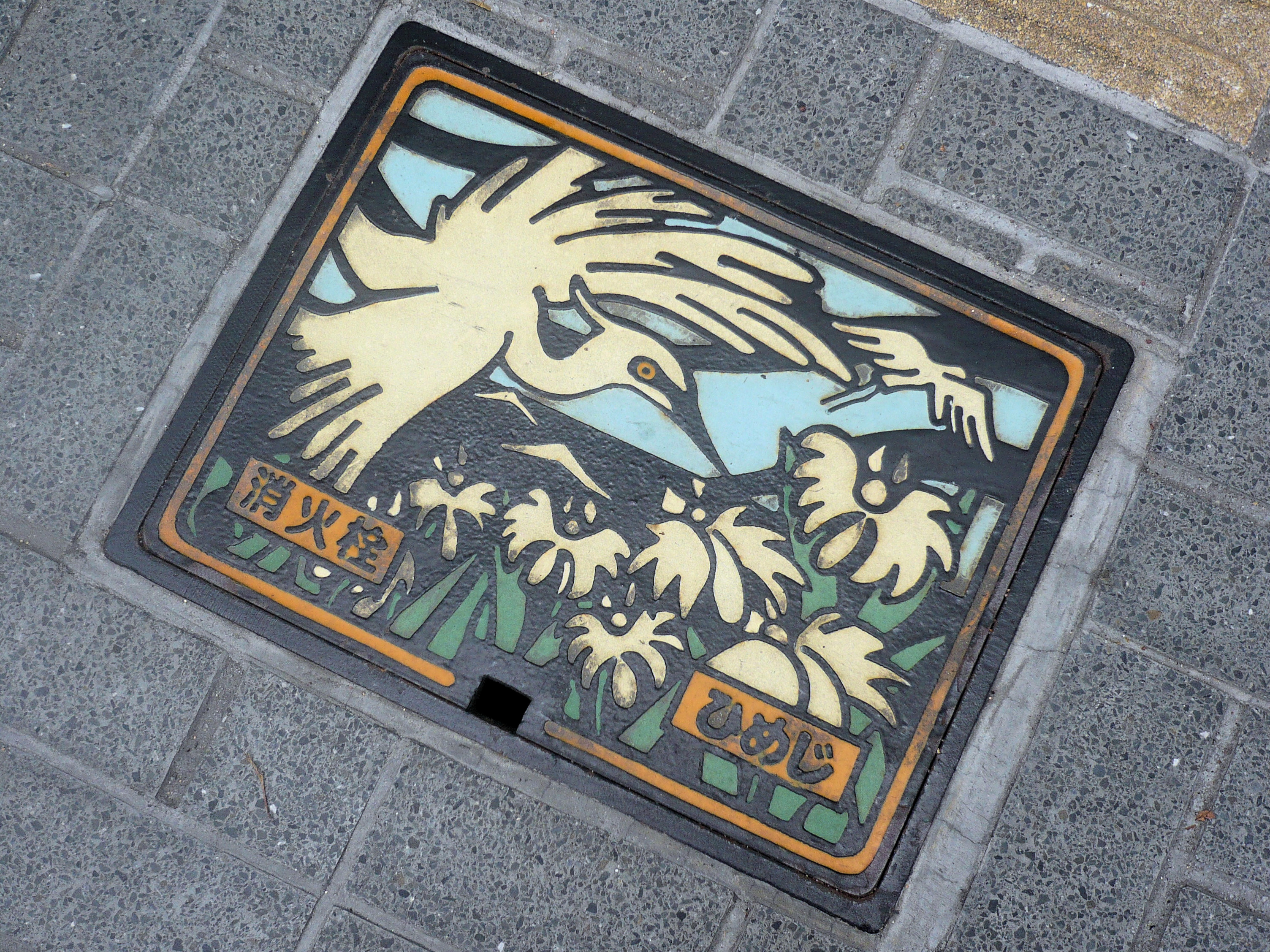
兵庫県姫路市（消火栓）
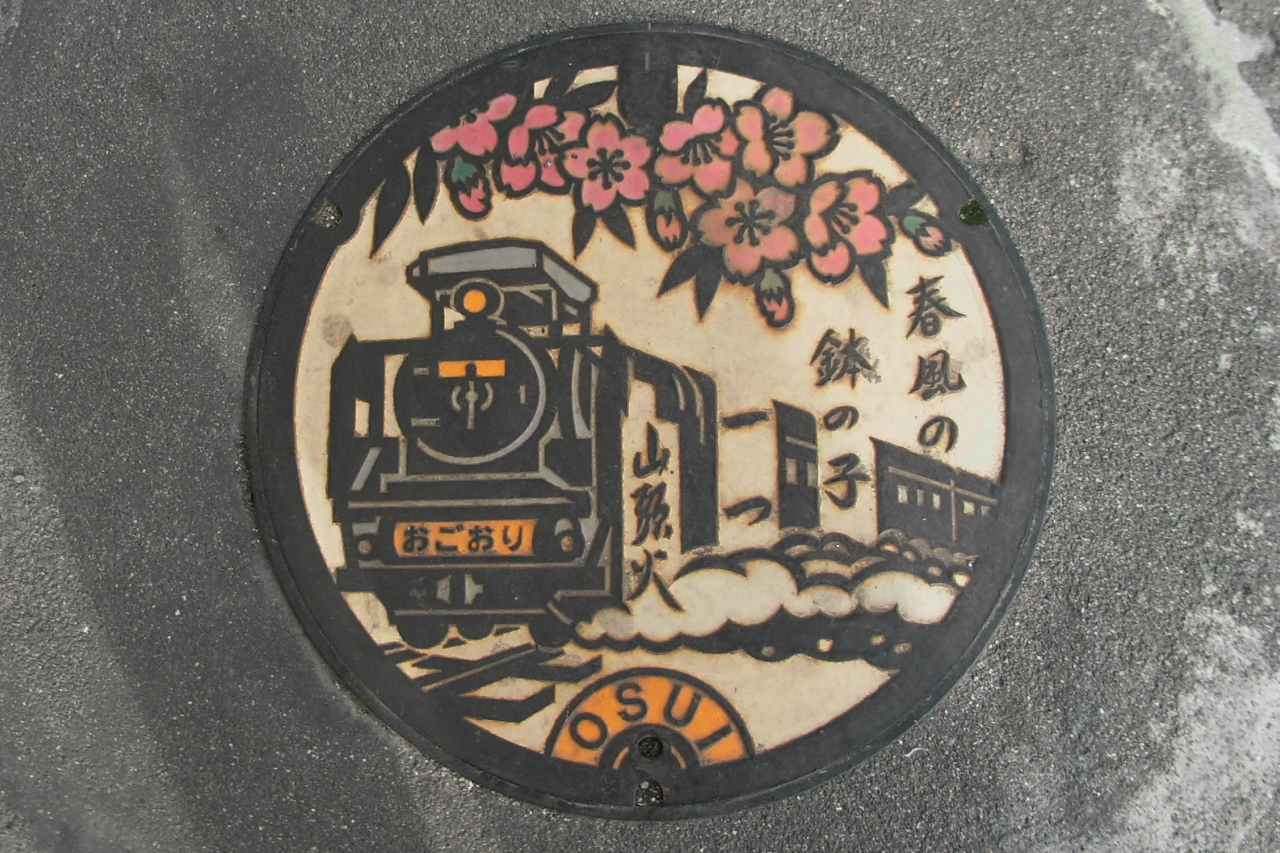
山口県山口市小郡（下水道）
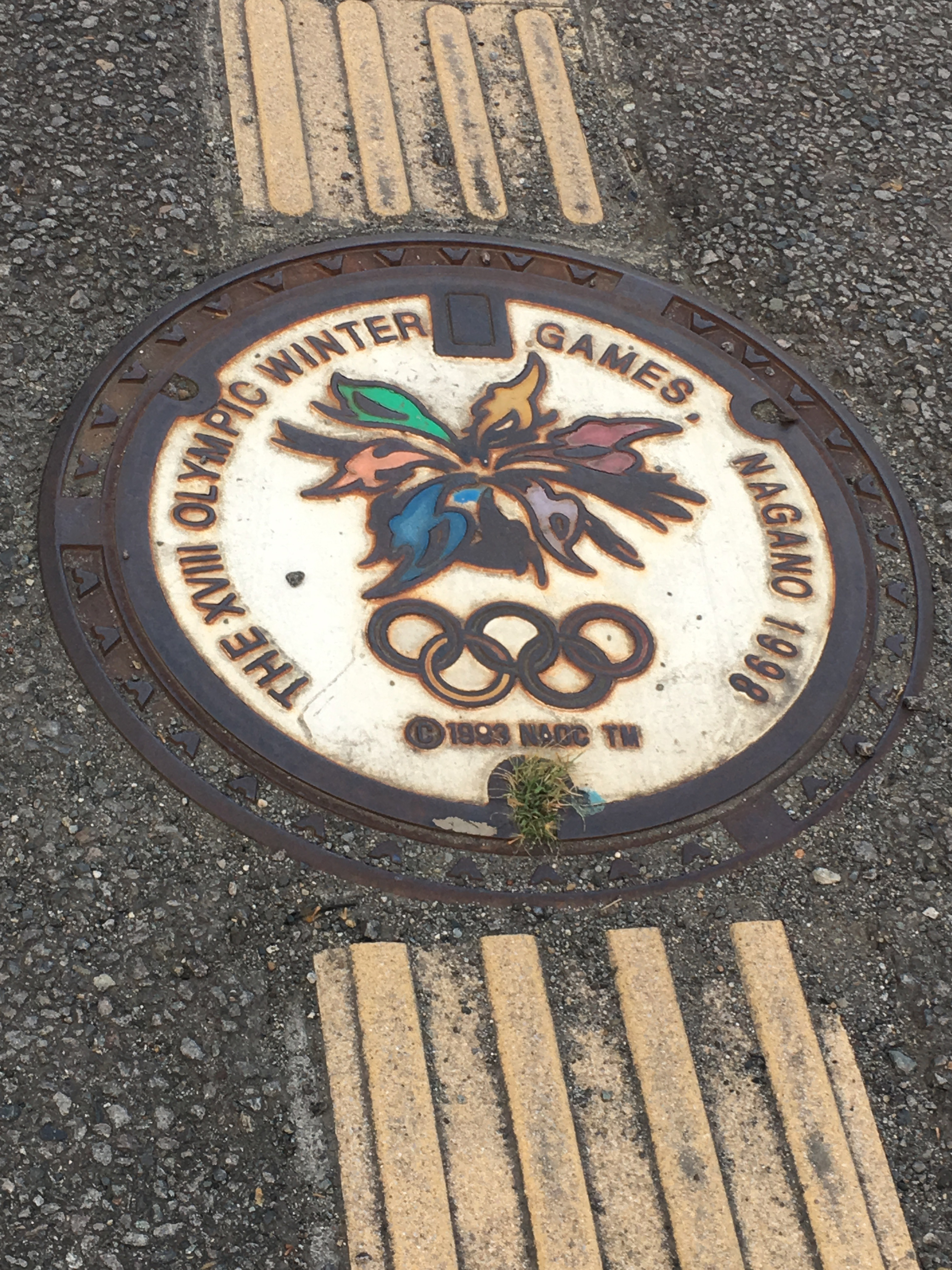
1998年長野オリンピック

## 関連書籍
- 池上修、池上和子『デザインマンホール100選―阿寒から波照間島へ旅歩き』アットワークス、2014年2月。ISBN 4939042944。
- 垣下嘉徳『路上の芸術【復刻版】』ホビージャパン、2015年2月28日。ISBN 4798609730。
- 垣下嘉徳、山市香世、カラーマンホール研究会『厳選! デザインマンホール大図鑑』グラフィック社、2015年8月7日。ISBN 4766128095。
- 石井英俊『マンホール：意匠があらわす日本の文化と歴史（シリーズ・ニッポン再発見）』ミネルヴァ書房、2015年9月10日。ISBN 4623074471。